# Jorge Ángel Livraga Rizzi
Jorge Ángel Livraga Rizzi (3. září 1930 Buenos Aires – 7. října 1991 Madrid) byl filozof a zakladatel Mezinárodní organizace Nová Akropolis.

## Život
Narodil se v Argentině, byl italské národnosti. Na univerzitě v Buenos Aires studoval medicínu, dějiny umění a filozofii. Projekt založení Nové Akropolis v 50. letech výstižně popsal jako snahu o vytvoření Filozofické Školy "na klasický způsob", v níž se budou vyučovat poznatky z různých duchovních a filozofických tradic lidstva, a takto se znovu získá klasický ideál Filozofie jako prostředku pro lidštější a úplnější existenci.
J. A. Livraga se během života věnoval podpoře bratrství mezi jednotlivci a národy, bojoval s materiální a morální bídou svých současníků a hájil svobodu vyznání a projevu všude tam, kde shledal, že jsou ohrožené.
Život zasvětil službě humanistickému ideálu, který inspiruje a oživuje Mezinárodní organizaci Nová Akropolis, a po své smrti odkázal veškerý svůj majetek této instituci: svůj rodný dům a svou osobní sbírku uměleckých předmětů pro vytvoření muzea.

## Ocenění
Uveřejnil nejrůznější díla: studie o starodávných kulturách a civilizacích, romány, filozofické eseje, úvahy o současném světě a také množství článků. Za svou práci získal různá ocenění:
- v roce 1951 obdržel První státní cenu poezie v Argentině
- v roce 1976 Kříž Paříže za umění, vědy a literaturu (Francie)
- byl přijat za člena do Burckhardtovy Akademie (Itálie)

## Díla
V dílech J. A. Livragy je patrný záměr přiblížit poznání a filozofii široké veřejnosti, mají zřejmý pedagogický smysl. Proto se velká část jeho intelektuálního díla skládá ze souhrnu kursů a přednášek, jež měl na nejrůznější témata, i když je vždy spojovala stejná nit: potřeba probudit individuální vědomí v každé lidské bytosti.
- Ankor, učedník (Madrid, Edit. Cunillera, 1972, v češtině: Praha, 2013)
- Alchymista: po stopách Giordana Bruna (Madrid, Edit. Cunillera, 1974, ISBN 84-230-0041-9, v češtině: Praha, 2014)
- Mysterické divadlo: Tragédie (Madrid, Ed. Nueva Acrópolis, 1987, ISBN 84-85982-28-2)
- Möassy, pes (Madrid, Nueva Acrópolis, 1990, v češtině: Praha, 2004)
- Théby (Madrid, Nueva Acrópolis, 1990, ISBN 84-85982-26-6, v češtině: Praha, 2002)
- Elementálové, duchové přírody (Barcelona, Nueva Acrópolis, 1995, ISBN 84-85982-19-3, v češtině: Praha, 2001 a 2014)
- Magie, náboženství a věda pro 3. tisíciletí (sbírka přednášek, díly I až IV, Madrid, Nueva Acrópolis, 1982)
- Dopisy Delii a Fernandu (sbírka článků, Madrid, Nueva Acrópolis, 1981, ISBN 84-300-4075-7)
- Nebezpečí rasismu (Madrid, Nueva Acrópolis, 1997 s dalšími autory)
- Myšlenky (sbírka citátů, Ed. Nueva Acrópolis, Madrid, 1982, ISBN 84-85982-02-9)